# 3763 Qianxuesen
3763 Qianxuesen este un asteroid din centura principală, descoperit pe 14 octombrie 1980.